# Praxithée (naïade)
Pour les articles homonymes, voir Praxithée.
Dans la mythologie grecque, Praxithée (en grec ancien Πραξιθέα / Praxithéa) est une naïade.
D'après le pseudo-Apollodore, Praxithée se marie à Érichthonios (quatrième roi d'Athènes), dont elle a un fils, nommé Pandion. La naïade mère de Pandion et épouse d'Érichthonios est plus rarement donnée comme étant Pasithée, qui pourrait être un autre nom de Praxithée.

## Sources
1. ↑  Bibliothèque d'Apollodore, 3.14.6

- Pseudo-Apollodore, Bibliothèque [détail des éditions] [lire en ligne] (III, 14, 6).